# Jo Vermeulen (voetballer)
Jo Vermeulen (Rotterdam, 11 juni 1904 – 26 juni 1968) was een Nederlands voetbalkeeper.
Vermeulen werd in 1924 met Feijenoord kampioen van Nederland. Korte tijd later ging hij bij Philips in Eindhoven werken en werd hij lid van PSV. Vermeulen was bij PSV reservekeeper en speelde er van 1926 tot 1928 zes wedstrijden. Vanwege een zware blessure kwam aan zijn voetbalcarrière een vroegtijdig einde. Hij werd tevens bestuurslid technische zaken en bleef 45 jaar lid van PSV.
Vermeulen was lid van verdienste van PSV. Hij schreef de tekst van het clublied.